# Une nuit très morale
Une nuit très morale (Egy erkölcsös éjszaka) est un film hongrois réalisé en 1977 par Károly Makk.

## Synopsis
Jenő Kelepei est un étudiant pauvre mais heureux : la tenancière d'une maison de tolérance et ses pensionnaires l'ont prise sous leur protection. Lorsque sa vieille mère arrive en ville, celles-ci, pour dissimuler la réalité, transforment la maison de plaisirs en pension de famille...

## Fiche technique
Sauf indication contraire, les informations mentionnées dans cette section peuvent être confirmées par les bases de données cinématographiques IMDb et Allociné,  présentes dans la section « Liens externes ».
- Titre original : Egy erkölcsös éjszaka
- Titre français : Une nuit très morale
- Réalisation : Károly Makk
- Scénario : Péter Bacsó, d'après le roman de Sándor Hunyady
- Photographie : János Tóth / Eastmancolor
- Montage : György Sivó
- Décors : Tamás Vayer
- Costumes : Emőke Csengey
- Société de production : Dialóg Filmstúdió
- Pays de production :  Hongrie
- Langue originale : hongrois
- Genre : comédie dramatique
- Durée : 110 minutes
- Dates de sortie :
  - Hongrie : 6 octobre 1977
  - France : mai 1978 (Festival de Cannes) ; 9 août 1978 (sortie nationale)

## Distribution
Sauf indication contraire, les informations mentionnées dans cette section peuvent être confirmées par les bases de données cinématographiques IMDb et Allociné,  présentes dans la section « Liens externes ».
- György Cserhalmi : Jenő Kelepei
- Margit Makay : la mère de Jenő
- Györgyi Tarján : Darinka
- Carla Romanelli : Bella
- Irén Psota : la patronne
- Edith Leyrer : Nusika

## Commentaires
- « Sensuel, aimable, un rien canaille, Une nuit très morale a été en Hongrie (...) un gros succès. » (Jean-Pierre Jeancolas, Cinéma hongrois 1963-1988, Éditions du CNRS)
- Fait exceptionnel pour un film hongrois, le film a été distribué en France dans une version doublée. Une nuit très morale représenta également la Hongrie au Festival de Cannes 1978.
- En août 1978, lorsque le film fut présenté en France, la presse l'annonça comme le "premier film érotique de l'Europe de l'Est." Il permit aux spectateurs français de découvrir une des grâces du cinéma hongrois, Györgyi Tarján, blonde pulpeuse aux grands yeux, que l'on revit notamment chez Péter Bacsó (Parlons plutôt d'amour) et chez Miklós Jancsó (Rhapsodie hongroise).
- Péter Bacsó, maître de la comédie magyar, est ici l'auteur du scénario.